# يوري ليفادا
كان يوري ليفادا عالم اجتماع روسيًّا، كما أنه أسس مركز ليفادا لاستطلاعات الرأي.